# Entwicklung und Gerechtigkeit durch Transformation: Die vier großen I
Das Sondergutachten Entwicklung und Gerechtigkeit durch Transformation: Die vier großen I wurde vom Wissenschaftlichen Beirat der Bundesregierung Globale Umweltveränderungen (WBGU) im Auftrag der deutschen Bundesregierung erstellt.
Es gibt Empfehlungen für die deutsche G20-Präsidentschaft und ruft zu einer Transformation hin zu einer nachhaltigen Weltgesellschaft und Weltwirtschaft auf.

## Die vier großen I
- Innovationen
- Investitionen
- Infrastrukturen
- Inklusion[4]

(1) Mit einer Neuausrichtung von Innovationen, soll eine Wirtschafts- und Wohlstandsentwicklung innerhalb der Leitplanken des Erdsystems möglich werden.
(2) Über einen raschen, klimaverträglicher und ressourcenschonender Umbau der zentralen Infrastrukturen der Weltwirtschaft ...
(3) … sollen die Rahmenbedingungen geschaffen werden, um einen Investitionsschub für die Nachhaltigkeitstransformation zu erreichen.
(4) Das Prinzip der sozialen Inklusion (Gerechtigkeit und Teilhabe) wird als eine Voraussetzungen für eine Gesellschaftstransformation zur Nachhaltigkeit angesehen.

## Der gestaltende Staat
Der WBGU ist der Ansicht, dass das bisherige Wohlstandsmodell in Frage gestellt und neu ausgerichtet werden sollte, da es großen Schaden anrichtet.
Die öffentlichen Institutionen, Markt, Zivilgesellschaft und Wissenschaft sollten in eine neue Balance gebracht werden, um den Übergang zur Nachhaltigkeit voranzubringen.
In der derzeitigen Globalisierungskrise sei ein neuer „Deal“, ein (globaler) Gesellschaftsvertrag zur Nachhaltigkeit und Inklusion erforderlich, der die Grenzen der Nationalstaaten übersteigt und die Überwindung des gegenwärtigen Stagnationszustands der Weltwirtschaft mit dem Projekt der Wiederherstellung des Friedens zwischen Zivilisation und Natur verbindet.
Dazu solle nach Auffassung des WBGU der gestaltende Staat gestärkt werden, ein Staat, der einerseits Prioritäten setzt und andererseits verbesserte Mitsprache-, Mitbestimmungs- und Mitwirkungsmöglichkeiten bereitstellt.

## Narrativ „Nachhaltiges Wachstum und neue Lebensperspektiven durch Transformation“
Die im Jahr 2015 von der UN verabschiedeten Ziele nachhaltigen Wachstums können in den Augen des WBGU helfen, die gesellschaftlichen Fliehkräfte, globalisierungsskeptische Sorgen und nationalistische Angstreaktionen zu überwinden.

„Zugespitzt formuliert spricht vieles dafür, dass nicht die Weltwirtschaft transformiert werden muss, um das Klima zu retten, sondern dass die für die Bewahrung der natürlichen Lebensgrundlagen erforderlichen Innovationen die Weltwirtschaft retten werden!“

## Leitbild der „solidarischen Lebensqualität“
Das bisherige Bild des Menschen geht davon aus, dass Konsum-Entscheidungen überwiegend am individuellen Nutzen ausgerichtet werden.
Der WBGU sieht durch die zunehmende Verantwortungsbereitschaft der Zivilgesellschaft beim Klimaschutz eine Chance zum Aufbau der Fähigkeit, die Transformationsprozesse zu verstehen und eigenes Handeln abzuleiten. Dazu müsse sich das Verständnis von Lebensqualität ändern. Wichtig sei eine adäquate Kommunikation der Klimaschutzziele, ihrer Wirkungen und der möglichen Risiken.
Wichtig sei, dass das eigene Handeln nicht auf Kosten gegenwärtiger und zukünftiger Generationen gerichtet ist.
Für die notwendige Haltung schlägt der WBGU das Leitbild der „solidarischen Lebensqualität“ vor.

## Klimaschutz-Fahrplan

### 2016–2020: Überfällige Maßnahmen
- CO2-Steuern und -Handelssysteme optimieren
- Anreize schaffen für Energieeffizienz im Geschäfts- und Privatsektor
- Verzicht auf Subventionen für die Förderung fossiler Brennstoffe
- Dekarbonisierungsstrategie für alle Großstädte und Unternehmen erstellen
- Kampagnen gegen Lebensmittelverschwendung und für eine Ernährung mit weniger tierischen Produkten aufsetzen[10]

### 2020–2030: Herkules-Anstrengungen
- Ende der Zulassung von Fahrzeugen mit Verbrennungsmotoren („Elektrifizierung des Transportsektors weit vor 2050“[7])
- Höhere CO2-Steuer (30 US-$ pro t CO2)
- Investitionen in Erneuerbare Energien (durch Umleiten der entfallenen Subventionen für fossile Brennstoffe)
- Verzehnfachung der Forschungs-Förderung für Entwicklungen:
  - Verlängerung der Lebensdauer von Batterien und verbesserte Energiespeicherung
  - Alternative Antriebssysteme für Flugzeuge
  - Neue Baustoffe für die Städte („radikale Reduzierung des Einsatzes von Zement“[11])
  - Ansätze zur Gestaltung nachhaltiger Lebensweisen
  - Konzepte für nachhaltige Urbanisierung in polyzentrischen Strukturen
  - Nachhaltige Entfernung von CO2 aus der Atmosphäre[10]

### 2030–2040: Strategische Durchbrüche
- Neu geplante Quartiere als Plus-Energie-Häuser bauen
- Energietransporte mit supraleitenden Kabeln realisieren
- Schwimmende und fliegende erneuerbare Energietechnologien ausbauen[10]
- Rollreibungs-optimierte Straßen etablieren
- Beton und Stahl im Bausektor durch klimafreundliche Substanzen wie Holz, Ton und Stein ersetzen
- CO2-Entfernung aus der Atmosphäre ausbauen durch extensive Wiederaufforstung und eine nachhaltige Nutzung von Bioenergie mit CO2-Abscheidung und -Speicherung[12]

### 2040–2050: Nachsteuern und Verstärken
- Weitere Nutzung von Erdgas, jedoch CO2-neutral durch CCS-Technologien
- Die atmosphärische CO2-Entfernung sollte weiter verfolgt werden[12]

## Ablehnung von Geoengineering
Maßnahmen, die auf die Änderung der Strahlungsbilanz abzielen, sollten nicht verfolgt werden. Auch von Maßnahmen, die auf die großskalige Änderung des Kohlenstoffkreislaufs abzielen, rät der WBGU ab und schlägt vor, Geoengineering-Maßnahmen über einen völkerrechtlicher Rahmen zu reglementieren.

## Aufbau eines Zukunftsfonds
Es sollte ein Zukunftsfonds aufgebaut werden, der sich speist aus:
(1) der Bepreisung von CO2-Emissionen
(2) einer Nachlasssteuer, mit der 10–20 % des nationalen Erbschafts- und Schenkungsvolumens eingenommen werden sollen
Die Zukunftsfonds sollten in langfristigen Nachhaltigkeits- und Klimaschutzziele investieren. Die Dividenden sollten zur nationalen sozial- und strukturpolitischen Flankierung der Transformation verwendet werden.

## Presseecho
Übereinstimmend wird festgestellt, dass die G20-Präsidentschaft im Klimaschutz entscheidende Weichen stellen könnte.
Bereits im Jahr 2015 hatten die G7-Staaten unter deutschem Vorsitz in Elmau beschlossen, in diesem Jahrhundert den weltweiten Ausstoß von Treibhausgasen auf Null zu senken.